# Иван Чапкънов
Иван Чапкънов е български революционер, деен участник в борбата за освобождението на Добруджа.
Данните за жизнения път на Иван Иванов Чапкънов са твърде оскъдни. Борбата му в редиците на ВДРО за защита на националния интерес на България е отразена подробно в справките на румънските служби за сигурност – той участва лично в повече от 70 акции на ВДРО.

## Семейство
Роден е на 14 април 1892 г. в село Малка Кайнарджа, Добруджа. Родителите му Иван Иванов Чапкънов и Калина Иванова са православни българи. Има 2 по-малки братя Георги и Васил. Женен е за Иванка Калинова Токушева, имат 3 деца: Никола (р. 1914), Калина (р. 1917) и Гина (р. 1920).
Завършва 4-то отделение в родното си село. Записва да учи в гимназия в Силистра. По време на Междусъюзническата война се записва като доброволец в българската армия в 1-ви планински артилерийски полк. През 1913 г., когато румънците завладяват родното му село, неговият полк воюва срещу гърците.
След като се уволнява, се завръща в родното си поробено село и започва да чувства гнета на чуждата власт. През 1914 г. избягва в България и постъпва като войник във 2-ри артилерийски полк тежка артилерия в Шумен, като с полка участва в цялата Първа световна война.
След свършване на войната родното му село отново попада под румънска власт и живее там до 1919 г. Семейството му е репресирано, румънците ги тормозят и той избягва пак в България.

## Дейност
В България Иван се среща с други емигранти от Добруджа и влиза в Добруджанската организация, която си поставя за цел освобождаване на Добруджа.
След 1923 г. се включва активно в дейността на Вътрешната добруджанска революционна организация, която има 4 революционни района. В 1-ви революционен район има 4 бойни групи. Заедно с Рашко Чорбаджиев и др. Чапкънов е във 2-ра бойна група, в която минават границата, посещават родните си места, разпространяват издаваните от комитета вестници и позиви. Заедно с братята си участва в много акции на ВДРО, което е подробно отразено в справките на румънските служби за сигурност. Обикаля с бойната група да създава комитети на ВДРО в Южна Добруджа. При преминаването имат чести схватки с румънска полиция и войска. През 1923 г. около неговото село вилнее капитан Иван Попеску с около 15 обирджии, които тормозят българите в целия район. Четата на Чапкънов го причаква на шосето Добрич – Силистра, спира автомобила му, съблича го по долни дрехи и го оставя на пътя.
През 1923 г. Иван Чапкънов изтегля жена си и децата си и се заселва в с. Бъзън, Русенско, където е оземлен; брат му Георги – в с. Разделна, Варва, а най-малкият му брат Васил – в Силистра. Всички продължават дейността си във ВДРО 20 години непрекъснато – до Крайовската спогодба и връщането на Южна Добруджа към България. През 1925 г. взема участие в ликвидирането на бандата на Курдоолу, която тормози българите в Делиормана, и след сражения в селата Баштепе, Живел, Чанакчии, Хърсово и Турк-Арнаутларъ я разбиват и ликвидират. На 5 май 1925 г. е разпознат при акция в Бейбунар. По показания на брат му Георги пред румънската полиция преди да емигрира в България, Иван е идвал 3 пъти в Малка Кайнарджа в къщата на Георги като войвода с чета: през март, юни и есента на 1924 г. все със същата чета. По донос на комунистите на 13 април 1927 г. в дома му е извършен обиск като са му отнети карабина Манлихер, револвер Наган и патрони.
Близък приятел е на Слави Алексиев, Стефан Боздуганов и Иван Хаджииванов, на когото е бил и телохранител. Чапкънов участва в много групови снимки на добруджански четници от този период. След 1940 г.за заслуги Иван Чапкънов е предложен за народна пенсия, а брат му Георги – за награда с орден. Семейството му няма симпатии към комунистите и е благодарно на Германия за връщането на Южна Добруджа към България.
Иван Чапкънов става член на опозиционна земеделска партия и активен ятак на горяните. На 8 юни 1951 г., когато Иван Чапкънов току-що се е върнал от среща с горяните в местността Батаклията, в дома му в с. Бъзън нахлуват 10 униформени милиционери, дошли да го арестуват. Успява да се скрие на ореха в двора, прощава се със семейството си – жена си и децата, и напуска дома си. Присъединява се към горяните от с. Червена вода. Тинка Петкова от с. Ново село им става ятак. Иван Чапкънов-Добруджанеца е във връзка с добруджанските горяни. Той дава на Тинка адрес на сигурен човек от Силистра, който да ги преведе през границата. Този „сигурен“ човек се оказва комунист и офицер от ДС, която дълбоко е навлязла в средите на горяните. За тази дейност е осъден на 4 години затвор.
Изтърпява наказанието от 10 ноември 1951 до 8 август 1953 г. в Пазарджишкия затвор и концентрационния лагер „Белене“. Годините борба за освобождаване на Добруджа и комунистическите затвори дават отражение и здравето му е разклатено. Умира на 19 февруари 1968 г.